# إم تي في الثمانينيات
إم تي في الثمانينيات (بالإنجليزية: MTV 80s) هي قناة تلفزيونية موسيقية أوروبية مقدمة من قبل شبكات فاياكوم سي بي إس الإعلامية الدولية، وتعرض بشكل أساسي مقاطع فيديو موسيقية من الثمانينيات. حلت القناة محل في إتش 1 كلاسيك في 5 أكتوبر 2020. البرمجة مشتقة بشكل أساسي من قناة في إتش 1 كلاسيك السابقة.

## توسع منطقة البث
منذ 6 يوليو 2020، بدأت «إم تي في الثمانينيات» في البث على مدار الساعة في نيوزيلندا واستبدلت «إم تي في كلاسيك أستراليا».
في 5 أكتوبر 2020، وسعت «إم تي في الثمانينيات» منطقة البث الخاصة بها إلى الكاريبي وأمريكا اللاتينية بعد استبدال القناة الأوروربية «في إتش 1 كلاسيك».
في 1 مارس 2021، بدأت «إم تي في الثمانينيات» البث في منطقة الشرق الأوسط وشمال أفريقيا عن طريق شبكة بي إن.

## برامج
- أساطير الثمانينيات! (!80s Legends)
- أناشيد بوب الثمانينيات! (!80s Pop Anthems)
- جنة أشعار الثمانينيات القوية! (!80s Power Ballad Heaven)
- ...فعلًا ثمانينيات! (!So 80s...)
- ثمانينيات كهربائية! (!Electric 80s)
- ثمانينيات إلى الأبد! (!Forever 80s)
- ذهب! أعظم أغاني الثمانينيات الضاربة! (Gold! Greatest Hits Of The 80s)
- أعظم أغاني روك الثمانينيات: شغلها بصوتٍ عال! (!Greatest 80s Rock: Play it Loud)
- أُريد إم تي في الثمانينيات الخاصة بي! (!I Want My MTV 80s)
- إم تي في الثمانينيات أعلى 50 أغنية (MTV 80s Top 50)
- أغاني الثمانينيات الضاربة بدون توقف! (!Non-Stop 80s Hits)
- قم بضخ حفلة الثمانينيات! (!Pump Up The 80s Party)
- أفضل أغاني بوب الثمانينيات الضاربة! (!Super 80s Pop Hits)
- قوة حب الثمانينيات! (!The Power of 80s Love)
- من هي فتاة الثمانينيات تلك؟ (?Who's That 80s Girl)
- فتيان الثمانينيات الشرسون! (!Wild Boys Of The 80s)

### أعلى 50
- كلاسيكيات الثمانينيات التي صنعت إم تي في![4] (!80s Classics That Made MTV)
- في الأفلام![5] (!at the Movies)
- أفضل ظهور أول في الثمانينيات![6] (!Best 80s Debuts)
- فتيان ضد فتيات الثمانينيات![7] (!Boys vs Girls of the 80s)
- أناشيد الثمانينيات ذات الشعور الجيد![8] (!Feelgood 80s Anthems)
- الرقم 1 عالميًا في الثمانينيات![9] (!Global No. 1s of the 80s)
- أعظم أصوات الثمانينيات![10] (!Greatest Voices of the 80s)
- دروس في حب الثمانينيات![11] (!Lessons in 80s Love)
- لا منفرد: فِرَق الثمانينيات فقط![12] (!No Solo: Only 80s Groups)
- فيديوهات موسيقية لا تُنسى من الثمانينيات![13] (!Unforgettable 80s Music Videos)

### سنة جديدة
- عام جديد سعيد من إم تي في الثمانينيات! (!Happy New Year From MTV 80s)
  - 1 يناير
- قم بضخ حفلة السنة الجديدة! (!Pump Up The New Year Party)
  - 31 ديسمبر و 1 يناير